# 2018年“11·07”特大套路贷涉黑恶系列案
“11·07”特大套路贷涉黑恶系列案是2018-19年由以套路贷强迫女性卖淫的中华人民共和国性暴力案件，於湖南长沙破获，解救受性暴力的中国女性106人。受害女性中有10多名未成年人，最小14岁。事件令中国大陆性暴力问题引起关注。

## 佳丽贷
在中国大陆曾有网络借贷平台推出名为“裸贷”（裸条）的产品，即要求女性手持身份证拍摄裸照作为欠条，通过威胁散布裸照的方式催收。后“裸贷”变成套路贷如“佳丽贷”、“医美贷”等，专门面向年轻漂亮的女性提供贷款，通过故意制造逾期等方式让女性无法还钱，进而要挟女性去KTV陪酒、卖淫等，以及SM、色情直播等，造成中国大陆性暴力问题。

## 案件经过
2018年下半年，长沙市公安局发现多个团伙从事以“佳丽贷”、“医美贷”为名的“套路贷”，犯罪团伙主要针对20岁左右的无业女性、在校女学生为放贷目标，通过女性的身材、长相确定放贷金额，并要求用裸照、身份证等作为抵押物。一旦女性无力还贷，犯罪团伙便使用暴力强迫受害女性卖淫，对于不配合的受害女性会将其卖往柬埔寨、缅甸等地区，部分受害女性被强迫吸毒品。长沙市公安局在2018年11月7日成立专案组，并在2019年3月28日调度全市700余名警力，在长沙、昆明、广州、中缅边境等地区展开抓捕，抓获犯罪嫌疑人134人，解救受害女性79人。最终摧毁犯罪团伙12个，抓获犯罪嫌疑人165人，刑拘146人，解救受害女性106人。